# كانينغ تاون (محطة مترو أنفاق لندن)
كانينغ تاون (بالإنجليزية: Canning Town)‏ هي إحدى محطات مترو أنفاق لندن. تقع على خط قطار دوكلاندز الخفيف (فرعي بيكتون ومطار لندن سيتي) وجوبيلي، في المنطقة (Zone) رقم 3 أفتتحت في 14 يونيو 1847، 28 مارس 1994، 14 مايو 1999.